# أحمد أمين بنجلون التويمي
أحمد أمين بنجلون التويمي (مواليد سنة 1957) مصرفي مغربي، تم تعيينه في 6 أكتوبر 2009 من قبل الملك محمد السادس مديرًا عامًا لبريد المغرب.

## مسيرته
حصل التويمي على الدكتوراه في الإحصائيات من جامعة بيير وماري كوري. وحصل أيضا على شهادة التبريز في الرياضيات التطبيقية من جامعة جوسيو (باريس 7).
كما شغل العديد من المسؤوليات، منها على الخصوص رئيسًا للمجلس المديري لمؤسسة «وفا سلف» ما بين 2000 و 2004، وكان في وقت سابق مديرًا لأنظمة الإعلام بالمؤسسة ذاتها (1992 - 1996).
كما سبق أن تم تكليف التويمي بمنصب الكاتب العام ل«وفا بنك» ثم مديرًا للموارد البشرية بالمجموعة.